# Vulgrí III d'Angulema
Vulgrí IIII Tallaferro (+ 1181) fou comte d'Angulema de la casa dels Tallaferro. Era el fill primogènit del comte Guillem V d'Angulema tingut amb Margarida de Turena (filla del vescomte Ramon I de Turena).
Vulgrí va donar suport al seu pare a l'any el 1176 en la insurrecció contra el duc Ricard Cor de Lleó i va dirigir una banda armada que va saquejar el Poitou. Ricard Cor de Lleó va passar a l'ofensiva i els dos contingents es van trobar a finals de maig de 1176 entre Saint-Maigrin i Bouteville; el duc Ricar va aconseguir una victòria decisiva; els senyors rebels es van haver de sotmetre de manera incondicional.
El seu pare va marxar a Terra Santa el 1178 i la va confiar el comtat. Va succeir formalment al seu pare quan aquest va morir l'agost del 1179, però va governar poc temps i va morir el 1181.
Del seu matrimoni amb Elisabet, una filla d'Hug II d'Amboise (senyor d'Amboise), tenia al morir una filla de poca edat de nom Matilde (+ després de 1233). Ricard Cor de Lleó es va declarar el seu tutor, però, tanmateix, els germans, Guillem VI d'Angulema i Aimar Tallaferro, van disputar la successió. Matilde es va casar al voltant de 1189/1190 amb Hug IX de Lusignan.